# Onithochiton erythraeus
Onithochiton erythraeus är en blötdjursart som beskrevs av Thiele 1910. Onithochiton erythraeus ingår i släktet Onithochiton och familjen Chitonidae. Inga underarter finns listade i Catalogue of Life.